# 奧爾良斯凱
47°20′20″N 35°5′37″E / 47.33889°N 35.09361°E
奧爾良斯凱（烏克蘭語：Орлянське）是位於烏克蘭東南部的村莊，由扎波羅熱州瓦西里夫卡區的小比洛澤爾卡市鎮負責管轄。該村始建於1800年，面積94平方公里，海拔高度82米，2001年人口2,974，人口密度每平方公里31.6人。